# اللقیه، بئر السبع
اللقیه (به لاتین: Lakiya) یک منطقهٔ مسکونی در اسرائیل است که در Beersheba Subdistrict واقع شده‌است.